# Borș (alimento)

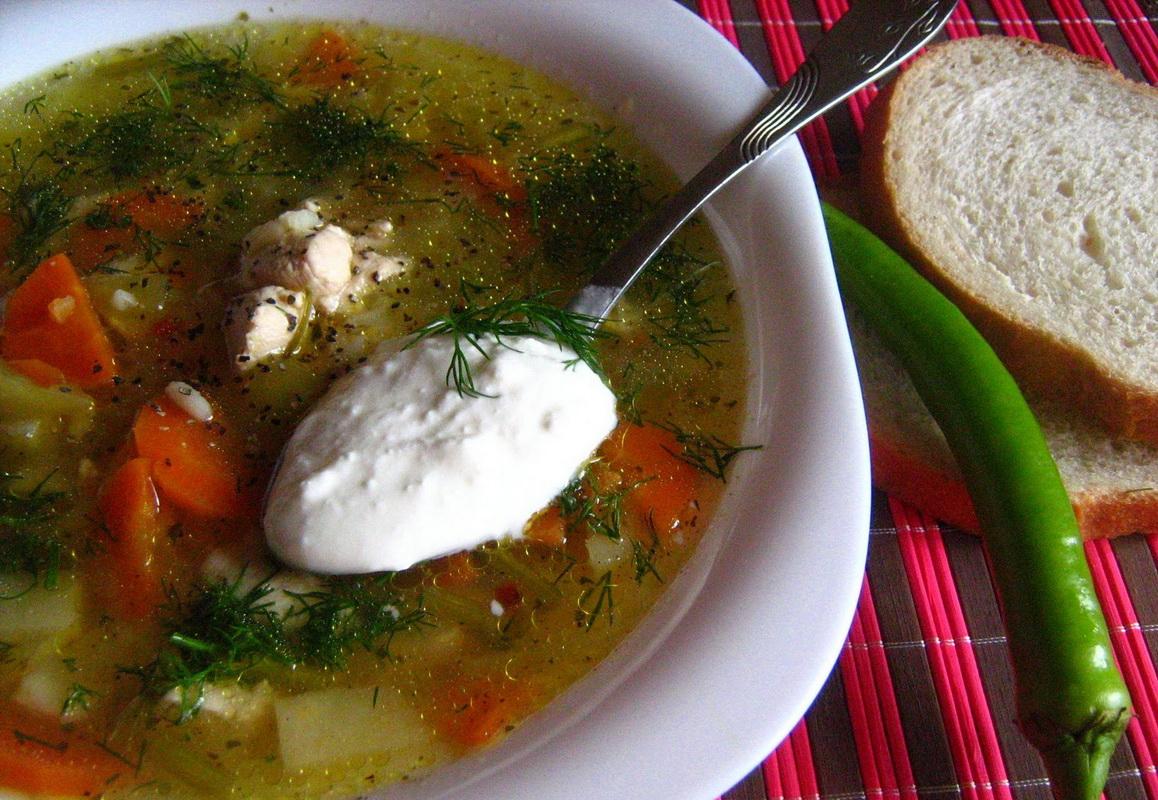
Borş

Il borș è un alimento preparato con crusca di grano o segale. Nella cucina romena, il termine "borș" indica o l'alimento in sè o, per estensione, la ciorbă stessa, a patto che sia condita con il borș. 
Con il termine "borș di segale" si denota la zuppa di origine ucraina, popolare nei paesi dell'Est. Nella maggior parte di queste nazioni si tratta di un preparato di barbabietola, che dà il colore caratteristico rossastro.

## Preparazione

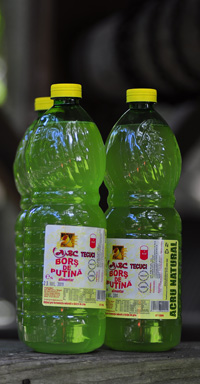
Borş de putină, in bottiglia di PET

Gli ingredienti per la preparazione del borș possono variare, ma generalmente sono crusca di grano, farina di mais, huște, succo di ciliegie e levistico. Per aromatizzare si aggiunge prezzemolo, aneto, sedano oppure si può sostituire la segale di grano con pane nero. Gli ingredienti si lasciano macerare in acqua da uno a quattro giorni. 

## Medicina naturista
È ricco di vitamine come la vitamina B, vitamina D, biotina, calcio, magnesio, fosforo, enzimi, oligoelementi e per questo viene usato per curare anemie, bronchiti, asma, sinusite; regola il livello glicemico. Borș favorisce l'assimilazione del nichel, cromo, rame, selenio, oro, e riduce i tempi di convalescenza. Viene considerato un aiuto alla prevenzione di tumori al colon, disintossicante e nei postumi dell'ubriachezza.

## Borș di barbabietole
Per la preparazione del borș di barbabietole, mais, lievito, aneto, prezzemolo, sedano, aglio e acqua. Il composto viene lasciato macerare in acqua.